# Sint-Antoniusmolen (Eerde)
De Sint-Antoniusmolen is een ronde stenen molen te Eerde die in 1884 gereed kwam, in 1944 grotendeels werd verwoest en sinds 2011 weer draai- en maalvaardig is.
De molen is een beltmolen die fungeerde als korenmolen en gebouwd is door Wilhelmus Smits, die overleed in 1897. Toen moest de reeds in vervallen staat verkerende molen openbaar worden verkocht en de koper werd de Veghelse koopman Bernardus Petrus van Dam, die de molen deed herstellen. In 1904 werd de molenberg afgegraven en in plaats daarvan een stenen bouwsel neergezet, een soort bedrijfsgebouwtje. In 1907 werden Bernardus' twee zoons de eigenaar van de molen. Zij lieten een stalen assenkruis aanbrengen en plaatsten een zuiggasmotor.
In 1923 werd de molen verkocht aan Wilhelmus van Riel welke de maalderij uitbreidde en een mengvoederbedrijfje begon. Dit bedrijfje floreerde uitstekend en in 1933 werd een woonhuis naast de molen gebouwd.

## Tweede Wereldoorlog
Het molenbedrijf had veel last van de bezetting. De bezetter controleerde nauwgezet de oogst en de boeren mochten niet meer houden dan voor hen noodzakelijk was. De rest werd door de bezetter ingenomen, waartoe de molen als inzamelplaats diende.
Tijdens de bevrijding trachtten de geallieerden een corridor naar Arnhem te forceren, maar de Duitsers vielen in de nacht van 17 op 18 september 1944 deze corridor aan via Schijndel en Eerde. Ze verscholen zich in de Eerdsche Bergen, vlak bij de molen, waarin de Amerikanen waren gelegerd. Dezen gebruikten de kap van de molen als observatiepost. Zo werd de molen toneel van strijd en wisselde zes maal van bezetting. De Amerikaanse Sergeant Jacob H. Wingard kwam hierbij in de molen om het leven.
Op 24 september 1944 liep de molen zware schade op bij de strijd. Drie Britse Shermantanks werden hierbij vernietigd en één daarvan bevond zich tussen de molen en het molenaarshuis. Dezelfde dag vonden zware gevechten plaats (the Battle of the Sanddunes) waarbij de Duitsers in de Eerdsche bergen werden verslagen. Er werd een vliegveld achter de molen op de Vlagheide aangelegd dat op 3 februari 1945 gereed was. Daar de molen in de aanvliegroute lag wilden de Engelsen hem slopen. Dit gebeurde echter niet. In 1946 werd het bovenste deel van de molen alsnog gesloopt, wat velen betreurden.

## Na de bevrijding
Ondertussen was het maalbedrijf weer opgestart. In 1945 kwam een dieselmotor en werd het windbedrijf voorgoed gestaakt. In het gebouwtje werd nu ook kunstmest en brandstof verkocht. Nadat Wilhelmus van Riel in 1968 was overleden kwam het bedrijf in het bezit van zijn kinderen.
Op 17 juni 2002 werd de molen gekocht door de Stichting Eerdse Molen. Op 1 maart 2009 startten de wederopbouwwerkzaamheden. Op 10 juli 2011 werd de kap van de molen geplaatst en zijn de roeden gestoken. Op 17 september 2011 is de molen heropend. 

## Monument
Op het bedrijfsgebouw onder de molen zijn tafels aangebracht met de namen van de omgekomen Amerikaanse en Britse soldaten en die van de omgekomen Eerdse burgers. Vlak bij de molen bevindt zich een bevrijdingsmonument waar elk jaar op 17 september de bevrijding wordt herdacht en op 4 mei de dodenherdenking wordt gehouden.